# スティーヴン・マエダ
スティーヴン・マエダ（Steven Maeda）は、アメリカ合衆国の脚本家、プロデューサーである。『ハーシュ・レルム』、『Xファイル』、『CSI:マイアミ』、『LOST』、『デイ・ブレイク』のエピソードを執筆した。また『LOST』では共同エグゼクティブ・プロデューサー、『CSI:マイアミ』ではスーパーバイジング・プロデューサー、『ライ・トゥ・ミー 嘘は真実を語る』ではエグゼクティブ・プロデューサーを務めた。

## 生い立ちと学歴
カリフォルニア州ロサンゼルスで日本人の父親のもとに生まれる。幼少の頃よりテレビ・映画業界で働くことを志す。
大学ではコミュニケーションを学んで卒業し、テレビ局やスタジオで働いた後に大学院で脚本執筆を学ぶ。

## キャリア
4回目に書いた『Sandblast』が初めてスタジオに売れた脚本である。
1999年、当時36歳だった彼はクリス・カーターの目に留まったことでテレビシリーズ『ハーシュ・レルム』（2000年）の脚本チームに加わってデビューした。さらにその縁でカーター製作総指揮のテレビシリーズ『Xファイル』にも参加した。
2005年にはテレビシリーズ『LOST』の第2シーズンで脚本家兼共同エグゼクティブ・プロデューサーを務めた。マエダは他の脚本スタッフらと共に2006年の全米脚本家組合賞ドラマシリーズ脚本賞を受賞した。さらに翌2007年にも同賞にノミネートされた。マエダは『LOST』の第3シーズン以降には参加しなかった。
2011年、マエダはテレビシリーズ『PAN AM/パンナム』の第1シーズン半ばでショーランナーとして雇われた。
2014年から放送されたテレビシリーズ『HELIX -黒い遺伝子-』の製作総指揮およびショーランナーとなった。